# Kåtorp, Mörbylånga kommun
Kåtorp är en by i Mörbylånga kommun i Kalmar län, belägen på västra Öland, strax öster om Skogsby och cirka fyra kilometer öster om Färjestaden.